# Matzenfabrik Strauss

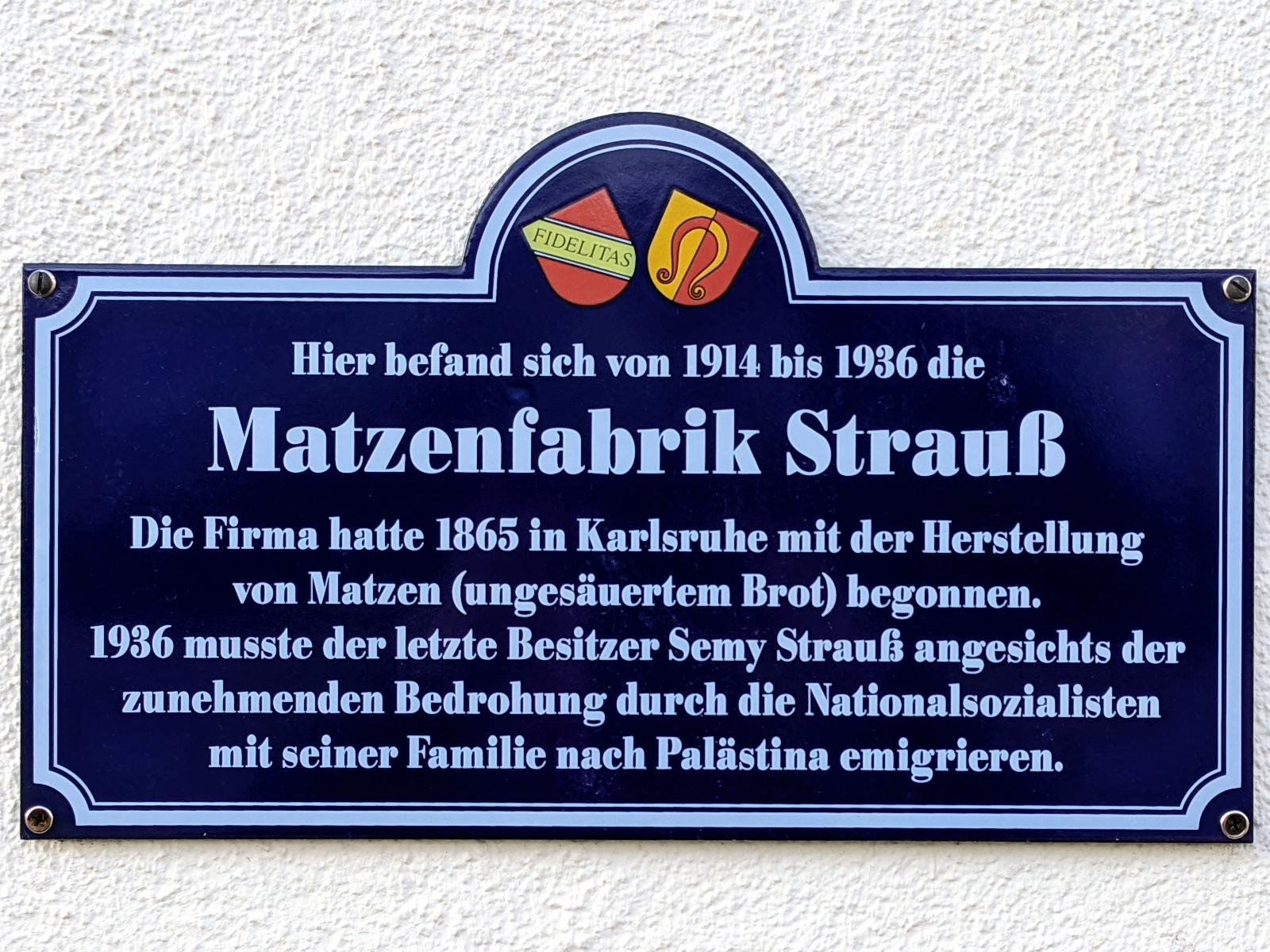
Gedenktafel zur Matzenfabrik Strauß in Neureut

Die Matzenfabrik Strauss stellte in Karlsruhe von 1863 bis 1936 ungesäuertes Brot (Matze) für die Kundschaft in der Stadt und später für ganz Deutschland her.

## Geschichte

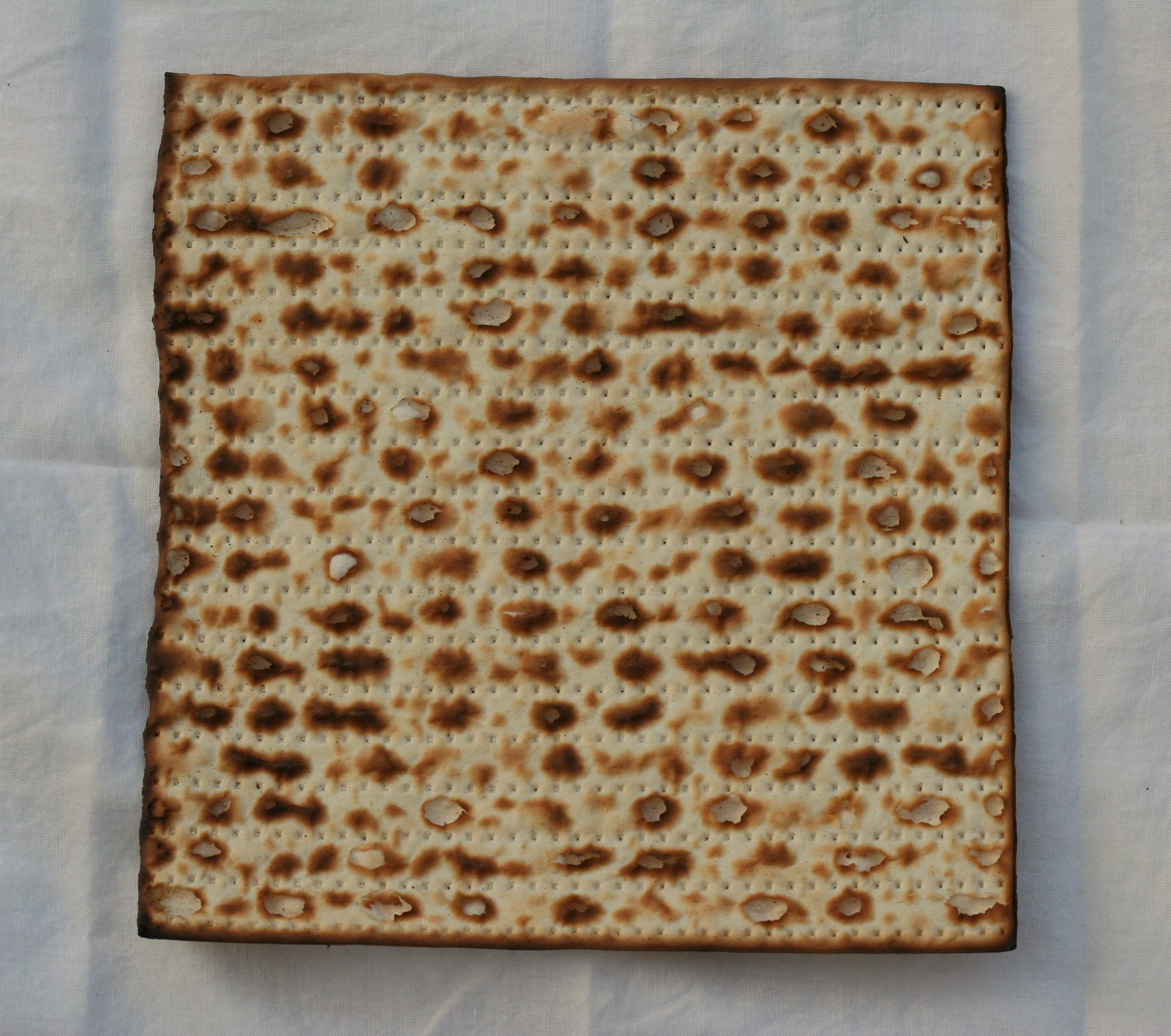
Matze

Der Bäcker Liebmann Strauss begann 1863 in der Kronenstraße 15 die Herstellung von Matzen. 1908 befand sich die Firma in der Waldhornstraße 22 und 1912 in der Stösserstraße 19. Schließlich baute das wachsende Unternehmen 1914 in Neureut, verkehrsgünstig in der Nähe des Bahnhofs, eine neue Produktionsstätte auf einem Gelände von 2.245 m². Der Gründer des Unternehmens hatte inzwischen seinem Sohn, Semy Strauss, die Leitung übergeben. Dieser ließ auf dem neuen Firmengelände ein zweistöckiges Wohn- und Bürogebäude mit zwei einstöckigen Seitenflügeln für die Produktions- und Lagerräume errichten. Die Gebäude wurden kurz vor Beginn des Ersten Weltkriegs fertiggestellt und die Firma Strauss wurde nun Heereslieferant für Dauerzwieback. Nach dem Krieg wurden wieder vor allem Matzen hergestellt und in alle Teile des Deutschen Reiches geliefert.
In der Zeit des Nationalsozialismus wanderte 1936 der Besitzer Semy Strauss wegen der aufkommenden Judenverfolgung nach Haifa (Palästinamandat) aus. Seine Frau Else, geborene Held, und seine vier Kinder begleiteten ihn. Semy Strauss starb 1940 in Haifa. Den Betrieb löste sein Schwager Leopold Schwarz bis 1938 auf.
Heute wird das Gebäude der ehemaligen Matzenfabrik von mehreren Geschäften der Gastronomie und des Handels genutzt.